# Rivaz
Rivaz je obec v západní (frankofonní) části Švýcarska, v kantonu Vaud, v okrese Lavaux-Oron. Žije zde 358 obyvatel.

## Geografie

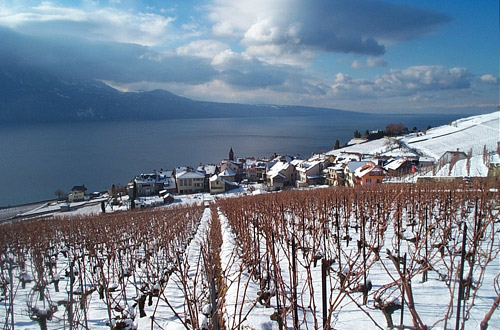
Rivaz v zimě

Rivaz leží v nadmořské výšce 445 m, vzdušnou čarou 12 km východo-jihovýchodně od hlavního města kantonu, Lausanne. Vinařská obec se nachází na malém výběžku uprostřed vinic na svahu oblasti Lavaux, pod Chexbres, v panoramatické poloze asi 70 výškových metrů nad hladinou Ženevského jezera.
S rozlohou pouhých 0,32 km² je Rivaz nejmenší obcí kantonu Vaud. Spolu s obcí Gottlieben (rovněž 0,32 km² = 32 ha) je plošně nejmenší obcí ve Švýcarsku. Rozkládá se na části Lavaux na severovýchodním břehu Ženevského jezera (asi 700 metrů jezerního pobřeží). Území obce se táhne od břehu jezera na sever po strmém viničním svahu až pod sídelní oblast Chexbres, kde Rivaz dosahuje nejvyššího bodu 542 m n. m. Na území obce se nacházejí také dva údolní rybníky. Západní hranici tvoří potok Forestay. V roce 1997 bylo 25 % území obce pokryto zastavěnou plochou, 0 % lesy a lesními porosty, 69 % zemědělstvím a necelých 6 % neproduktivní půdou.
K obci Rivaz patří vesnice Sallaz (410 m n. m.) na okraji malé náhorní plošiny. Sousedními obcemi Rivazu jsou Puidoux, Chexbres a Saint-Saphorin.

## Historie

Letecký pohled (1964)

První písemná zmínka o obci pochází z roku 1141 a nese název Ripa; jméno Rippa se objevuje v roce 1324. Název místa je odvozen od latinského slova ripa (břeh). Dřívější osada se pravděpodobně nacházela na břehu Ženevského jezera, ale v roce 563 byla zcela zničena v důsledku povodně způsobené sesuvem půdy poblíž Martigny. Rivaz byl poté znovu vybudován v bezpečné výšce na svahu kopce.
Od 13. století patřil Rivaz biskupům z Lausanne. Po dobytí Vaudu Bernem v roce 1536 přešla vesnice pod správu panství Lausanne. Po pádu Staré konfederace patřila obec v letech 1798–1803 v období Helvétské republiky ke kantonu Léman, který byl poté po vstupu v platnost Ústavy o zprostředkování sloučen s kantonem Vaud. V roce 1798 byla přiřazena k okresu Lavaux. Až do roku 1810 byl Rivaz stále součástí obce Saint-Saphorin a teprve poté se stal politicky samostatnou obcí.

## Obyvatelstvo
| Rok            | 1850 | 1900 | 1910 | 1930 | 1950 | 1960 | 1970 | 1980 | 1990 | 2000 |
| Počet obyvatel | 314  | 328  | 326  | 287  | 357  | 299  | 306  | 325  | 319  | 317  |

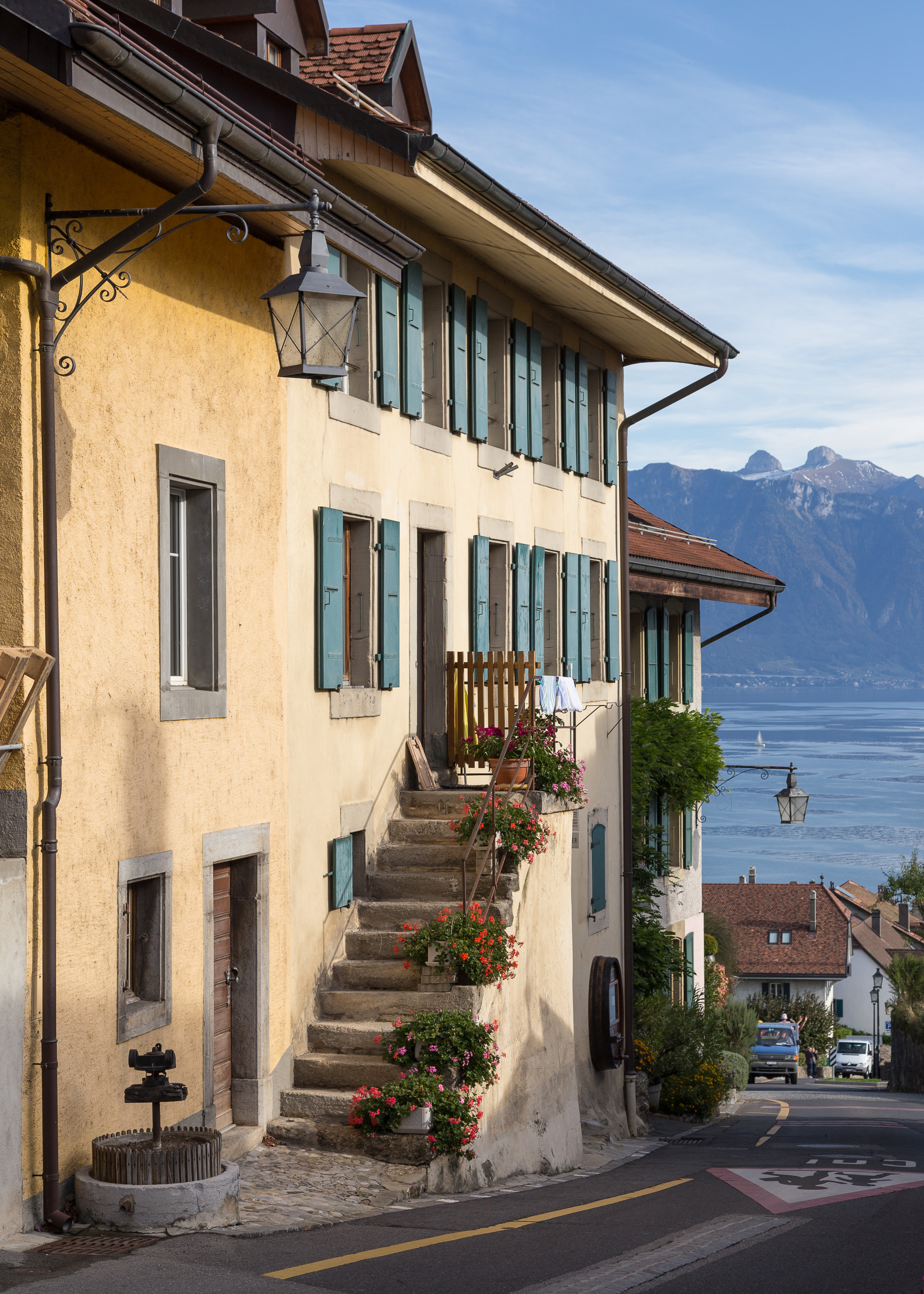
Centrum obce

Z celkového počtu obyvatel je 83,6 % francouzsky mluvících, 5,7 % německy mluvících a 4,1 % portugalsky mluvících (stav v roce 2000). V roce 1900 žilo v Rivazu celkem 328 obyvatel. Po celé 20. století zůstával počet obyvatel poměrně stabilní.

## Hospodářství
Až do druhé poloviny 20. století byl Rivaz vesnicí, která se vyznačovala převážně zemědělstvím. I dnes hraje vinařství na optimálně osluněných svazích Lavaux (asi 20 hektarů) důležitou roli v obživě obyvatel. Rivaz produkuje kvalitní vína s označeními Epesses, Dézaley, Saint-Saphorin a Calamin. Další pracovní místa jsou k dispozici v malých místních podnicích a v sektoru služeb (vinné sklepy a vinotéky). V posledních desetiletích se vesnice rozvíjí také jako rezidenční obec. Mnoho zaměstnanců dojíždí za prací především do Lausanne a do oblasti Vevey a Montreux.

## Doprava
Přestože se obec nachází mimo hlavní silnice, má dobré dopravní spojení. Přes Riex vede spojnice z hlavní silnice č. 9 podél břehu jezera až do Chexbres. Nejbližší napojení na dálnici A9 (Lausanne–Sion), která byla otevřena v roce 1974, je u Chexbres, asi 1,5 km od obce. Dne 2. dubna 1861 byl otevřen úsek železniční trati Lausanne–Villeneuve z Lausanne do Valais se stanicí v Rivaz.

## Zajímavosti
Terasovitě upravené svahy místní vinařské oblasti Lavaux jsou zařazeny do seznamu světového kulturního dědictví UNESCO.